# Stefanie Schwaiger
Pour les articles homonymes, voir Schwaiger.
Stefanie Schwaiger, née le 7 août 1986 Allentsteig (Autriche), est une joueuse de beach-volley autrichienne, professionnelle depuis 2002. Elle a notamment été championne d'Europe de sa discipline en duo avec sa sœur Doris.

## Carrière

### Les débuts
Stefanie Schwaiger commence à pratiquer le volley-ball à l'âge de 11 ans, puis se tourne vers le beach-volley à 13 ans. Elle se lance sur le circuit  professionnel en 2002, à l'âge de 16 ans.
Elle participe tout d'abord aux Junior World Championship de Xylókastro (Grèce) en 2002 avec sa sœur Doris, qui sera sa principale coéquipière jusqu'à ce que cette dernière annonce de sa retraite fin mai 2014.
Franchissant les limites d'âges, les deux sœurs participent aux Youth World Championship de Saint-Quay-Portrieux (France) en 2003, de 	Porto Santo (Portugal) en 2004 et de Rio de Janeiro (Brésil) en 2005, où elles terminent à la troisième place.

### Une carrière honorable de 2002 à 2012
Stefanie et Doris Schwaiger mènent une carrière honorable de leur apparition sur le circuit du FIVB Beach Volley World Tour jusqu'en 2008. Après avoir notamment terminé à la 5e place lors des Jeux olympiques de Pékin, elles remportent la Médaille de bronze lors du Tournoi Open de Kristiansand (Norvège) en août 2008.
L'année suivante, elles terminent médaillées d'argent du même Tournoi Open de Kristiansand après une défaite serrée en trois sets contre les Brésiliennes Maria Antonelli et Talita Antunes.
En 2010, elles subissent à nouveau la loi des Brésiliennes Maria Antonelli et Talita Antunes en deux sets secs en finale du World Series 13 de Marseille (21-17, 21-12).
En mai 2011, elles parviennent à la Médaille de bronze lors de l'Open de Shanghai (Chine) en battant les qualifiées américaines Hanson/Fendrick 21-19, 21-23 et 15-12.

### La reconnaissance européenne de 2013
Après une année 2012 décevante, les Sœurs Schwaiger voient leur début d'année 2013 récompensée par une Médaille d'argent au Grand Chelem de Shanghai en mai, perdant en finale en deux sets contre les Brésiliennes Taiana Lima et Talita Antunes da Rocha (21-13, 21-11), signe d'une lente progression vers les sommets.
Ce sommet est atteint début août 2013, puisque les Sœurs Schwaiger remportent les Championnats d'Europe de beach-volley de Klagenfurt (Autriche), battant en finale les Espagnoles Liliana Fernández et Elsa Baquerizo sur une terre qui leur réussit si bien.

### La fin desSchwaiger Sisters
Doris Schwaiger annonce sa retraite sportive au cours du tournoi Masters de la CEV de Baden fin mai 2014, précisant notamment que sa motivation s'était effritée au fil des années et qu'elle avait tenté de l'ignorer depuis bien trop longtemps.
Avec la retraite prématurée de sa sœur, Stefanie Schwaiger se voit dans l'obligation de trouver une nouvelle partenaire. Elle s'associe avec Barbara Hansel pour le Grand Chelem de Gstaad en juillet 2014, puis tente une association avec Lisa Chukwuma dès la semaine suivante lors des six épreuves suivantes, sans véritable succès.
À compter du Grand Chelem de São Paulo à la mi-septembre 2014, Stefanie Schwaiger s'associe à nouveau avec Barbara Hansel, cette association étant toujours d'actualité. Leur plus haut fait d'armes consiste en une médaille d'argent lors de l'Open de Xiamen (Chine) en avril 2016.

## Palmarès

### Jeux olympiques d'été
- Pas de performance significative à ce jour...

### Championnats du Monde
- Pas de performance significative à ce jour...

### Championnats d'Europe
- Médaille d'or en 2013 à Klagenfurt (Autriche) avec Doris Schwaiger

## Vie privée
Stefanie Schwaiger réside à Zwettl (Autriche). Ses parents sont Manfred (vétérinaire) et Erika Schwaiger. Elle a deux frères (Ulrich et Tobias) ainsi qu'une sœur, Doris. Elle a précisé qu'elle souhaitait devenir hypnothérapeute lorsque sa carrière dans le beach-volley serait terminée.